# Чёрный снег (телесериал)
«Чёрный снег» (англ. Black Snow) — австралийский криминально-драматический телесериал, созданный Лукасом Тейлором. Премьера состоялась 1 января 2023 года на стриминговом сервисе Stan.
В центре сюжета каждого сезона находится детектив Джеймс Кормак, занимающийся нераскрытыми преступлениями. Одновременно с работой ему приходится решать семейные проблемы и налаживать отношения со своими родными и близкими. 
В марте 2024 года сериал был продлён на второй сезон, премьера которого состоялась на Stan 1 января 2025 года.

## Сюжет
Первый сезон, действие которого разворачивается в 2019 году, рассказывает о том, как детектив Джеймс Кормак занимается расследованием нераскрытого убийства 17-летней девушки Изабель Бейкер, которое произошло в 1994 году. 
Во втором сезоне детектив Кормак берётся за новое дело: он расследует таинственное исчезновение девушки Зои Джейкобс, которое произошло в 2003 году в вымышленном городке Мурвейл. Попеременно с расследованием Кормак ведёт тайные поиски своего младшего брата, который пропал без вести в 1994 году.

## В ролях
- Трэвис Фиммел — детектив Джеймс Кормак
- Джеммасон Пауэр — Хейзел Бейкер
- Талия Блэкман-Корова — Изабель Бейкер
- Брук Сатчуэлл — Хлоя Уолкотт
- Иден Кэсседи — Калана Бейкер
- Гулливер МакГрат — констебль Дейл Куинн
- Джими Бани — Джо Бейкер
- Эрик Томсон — Стив Уолкотт
- Яна МакКиннон — Зои Джейкобс
- Дэн Спилман — Винсент Каллахан
- Джордж Мейсон — Ричи Кормак
- Кэт Стюарт — Джули Косгроу
- Виктория Харалабиду — Надя Джейкобс
- Элла Скотт Линч — доктор Нина Хирш
- Роб Карлтон — Виктор Бьянчи
- Александр Инглэнд — Антон Бьянчи
- Кести Морасси — Таша Хопкинс

## Сезоны
| Сезон | Серии | Серии | Даты показа   | Даты показа     |
| Сезон | Серии | Серии | Первая серия  | Последняя серия |
| ----- | ----- | ----- | ------------- | --------------- |
| 1     | 6     | 6     | 1 января 2023 | 1 января 2023   |
| 2     | 6     | 6     | 1 января 2025 | 29 января 2025  |

## Эпизоды

### Сезон 1(2023)
| № общий | № в сезоне | Название                                   | Режиссёр      | Автор сценария                  | Дата премьеры |
| --- | ---------- | ------------------------------------------ | ------------- | ------------------------------- | ------------- |
| 1 | 1          | «Незаконченное дело» «Unfinished Business» | Сиан Дейвис   | Лукас Тейлор                    | 1 января 2023 |
| В 1994 году убийство 17-летней Изабель Бейкер потрясло город Эшфорд. Дело так и не было раскрыто, но 25 лет спустя при вскрытии капсулы времени обнаруживается тайна, которая выводит детектива Джеймса Кормака на след. |            |                                            |               |                                 |               |
| 2 | 2          | «Хищники» «Predators»                      | Сиан Дейвис   | Беатрикс Кристиан, Лукас Тейлор | 1 января 2023 |
| После обнаружения волос Изабель те, кто участвовал в создании капсулы времени в 1994 году, оказались на переднем плане расследования Джеймса.                                                                            |            |                                            |               |                                 |               |
| 3 | 3          | «Иезекииль» «Ezekiel»                      | Сиан Дейвис   | Лукас Тейлор                    | 1 января 2023 |
| По Эшфорду распространяются слухи и подозрения, и по мере того, как Кормак продолжает расследование, всплывает всё больше тайн.                                                                                          |            |                                            |               |                                 |               |
| 4 | 4          | «Потерянные мальчики» «The Lost Boys»      | Мэттью Савилл | Бойд Квакавут, Лукас Тейлор     | 1 января 2023 |
| Кормак расследует связь между пропавшими кузенами Иезекииля — так называемыми «потерянными мальчиками» — и убийством Изабель.                                                                                            |            |                                            |               |                                 |               |
| 5 | 5          | «Сахар-сахар» «Sugar Sugar»                | Мэттью Савилл | Беатрикс Кристиан, Лукас Тейлор | 1 января 2023 |
| Важный свидетель найден мёртвым при невыясненных обстоятельствах. Обнаружение новых улик проливает свет на нового потенциального подозреваемого в деле.                                                                  |            |                                            |               |                                 |               |
| 6 | 6          | «Призраки говорят» «Spirits Speak»         | Мэттью Савилл | Лукас Тейлор                    | 1 января 2023 |
| Кормак и Хейзел работают вместе и обнаруживают, что в этой истории есть ещё один неожиданный поворот. |            |                                            |               |                                 |               |

### Сезон 2(2025)
| № общий | № в сезоне | Название             | Режиссёр      | Автор сценария                               | Дата премьеры  |
| --- | ---------- | -------------------- | ------------- | -------------------------------------------- | -------------- |
| 7 | 1          | «Бег» «Running»      | Сиан Дейвис   | Лукас Тейлор, Беатрикс Кристиан, Хуна Амвиро | 1 января 2025  |
| В 2003 году Зои Джейкобс исчезла во время празднования своего 21-го дня рождения. Многие считают, что Зои сбежала, но другие подозревают, что она была убита. Когда полицейская Сэм Кахил находит синий рюкзак Зои, для расследования вызывают детектива Джеймса Кормака.    |            |                      |               |                                              |                |
| 8 | 2          | «Надежда» «Hope»     | Сиан Дейвис   | Лукас Тейлор, Беатрикс Кристиан, Хуна Амвиро | 1 января 2025  |
| Новые улики дают Хоуп и Сэм надежду на то, что Зои всё ещё жива. Но когда Кормак составляет хронологию исчезновения Зои, старая теория о том, что Зои уехала в Брисбен, не подтверждается.                                                                                   |            |                      |               |                                              |                |
| 9 | 3          | «Призрак» «Ghost»    | Сиан Дейвис   | Лукас Тейлор, Беатрикс Кристиан, Хуна Амвиро | 8 января 2025  |
| Кормак предлагает Сэм изучить содержимое рюкзака Зои и покопаться в её памяти в поисках подсказок. Пересматривая записи с камер видеонаблюдения за ту ночь, когда она исчезла, Кормак обнаруживает, что Зои на самом деле поехала в Ксанаду, загородный дом, где жил Джозеф. |            |                      |               |                                              |                |
| 10 | 4          | «Контроль» «Control» | Хелена Брукс  | Лукас Тейлор, Беатрикс Кристиан, Хуна Амвиро | 15 января 2025 |
| Правда о том, что случилось с Зои, вызывает шок в обществе. |            |                      |               |                                              |                |
| 11 | 5          | «Деньги» «Money»     | Хелена Брукс  | Лукас Тейлор                                 | 22 января 2025 |
| Круг подозреваемых сужается. |            |                      |               |                                              |                |
| 12 | 6          | «Сапфир» «Sapphire»  | Трэвис Фиммел | Лукас Тейлор, Беатрикс Кристиан, Хуна Амвиро | 29 января 2025 |
| Кормак и Сэм выясняют, что произошло в ту ночь, когда пропала Зои. Кормак возвращается в Брисбен, чтобы заняться поисками Ричи. |            |                      |               |                                              |                |

## Производство
Первый сезон «Чёрного снега» был снят Мэттью Савиллом и Сианом Дейвисом в 2022 году в городе Просерпайн, в штате Квинсленд и его окрестностях. Сценарий сериала был написан Лукасом Тейлором, Беатрикс Кристиан и Бойдом Квакавутом. 
Съёмки второго сезона «Чёрного снега» стартовали 9 апреля 2024 года в горах Гласс-Хаус в Квинсленде. Актёр Трэвис Фиммел, исполнивший роль детектива Джеймса Кормака, подтвердил, что выступил режиссёром 6 эпизода второго сезона. 11 ноября 2024 года Фиммел также был назначен исполнительным продюсером.
Актёр Зигги Рамо, исполнивший роль Иезекииля в первом сезоне, и Джед Палмер написали музыку для обоих сезонов сериала.

## Релиз
В Австралии премьера «Чёрного снега» состоялась 1 января 2023 года на австралийском стриминговом сервисе Stan. 12 марта 2024 года сериал был продлён на 2 сезон. Премьера второго сезона состоялась 1 января 2025 года.
В США сериал транслировался на телеканале Sundance Now и на стриминговом сервисе AMC+.
В Великобритании премьера «Чёрного снега» состоялась на телеканале BBC Four в августе 2023 года и на видеосервисе BBC iPlayer.

## Реакция

### Критика
Карл Куинн из The Sydney Morning Herald написал: «„Чёрный снег“ — это троянский конь в виде сериала. Это эффективная криминальная драма, которая делает практически всё, что от неё можно ожидать. Но внутри скрывается целый легион более сложных идей». 
Люк Бакмастер из The Guardian поставил сериалу 3 звезды из 5 сказав, что это «в основном хорошо написанная детективная история, которая начинается бодро, но теряет обороты по мере приближения к неожиданной концовке». 

### Награды
«Чёрный снег» номинировался на премии Logie Awards в 2023 году и AACTA Awards в 2024 году в нескольких номинациях, однако ни одну из них он так и не выиграл. 